# جائزة بلجيكا الكبرى 1991
جائزة بلجيكا الكبرى 1991 هو سباق فورمولا 1 أقيم بتاريخ 25 أغسطس 1991 في حلبة دي سبا فرانكورشومب. كان الحادي عشر من أصل 16 في بطولة العالم لسباقات الفورمولا واحد موسم 1991. حلّ البرازيلي آيرتون سينا أولا بينما جاء النمساوي غيرهارد بيرغر في المركز الثاني وحصل على المركز الثالث البرازيلي نيلسون بيكيه.

## وصلات خارجية
- الموقع الرسمي